# Bradytroph
Bradytroph bedeutet mit langsamem Stoffwechsel. Bradytrophe Gewebe werden vor allem durch Diffusion aus der sie umgebenden Flüssigkeit versorgt und weisen nur wenige beziehungsweise keine Kapillaren auf.
Beispiele für bradytrophe Gewebe sind Knorpel, Augenlinse und  Hornhaut, Herzklappen oder die inneren Wandteile größerer Gefäße.